# کیهان‌شناسی مشاهده‌ای
کیهان‌شناسی مشاهده‌ای (به انگلیسی: Observational Cosmology) عبارت است از مطالعه ساختار، تکامل و سرآغاز گیتی از راه مشاهده تجربی با به‌کارگیری ابزاری چون تلسکوپ و آشکارسازهای پرتو کیهانی.